# Нидерт
Нидерт (њем. Niedert) општина је у њемачкој савезној држави Рајна-Палатинат. Једно је од 134 општинска средишта округа Рајн-Хунсрик. Према процјени из 2010. у општини је живјело 136 становника. Посједује регионалну шифру (AGS) 7140108.

## Географски и демографски подаци
Нидерт се налази у савезној држави Рајна-Палатинат у округу Рајн-Хунсрик. Општина се налази на надморској висини од 415 метара. Површина општине износи 2,2 km². У самом мјесту је, према процјени из 2010. године, живјело 136 становника. Просјечна густина становништва износи 62 становника/km².